# Merck KGAA
Merck KGAA, i Kanada och USA är företaget känt som EMD, tidigare E. Merck, är ett tyskt läkemedels- och kemiföretag. Merck grundades 1668 av Friedrich Jacob Merck i Darmstadt och är ett av världens äldsta läkemedelsbolag. Företaget ägs av familjen Merck men finns sedan 1995 på börsen. Tyska Merck och amerikanska Merck & Co. (utanför Kanada och USA under namnet Merck Sharp and Dohme), är skilda bolag som följd av att Merck efter första världskriget förlorade sina utländska dotterbolag. 